# 2 Become 1
2 Become 1 este un single al formației de origine britanică Spice Girls aflat pe albumul de debut Spice.